# NGC 5986
NGC 5986 é um aglomerado globular na direção da constelação de Lupus. O objeto foi descoberto pelo astrônomo James Dunlop em 1826, usando um telescópio refletor com abertura de 9 polegadas. Devido a sua moderada magnitude aparente (+7,6), é visível apenas com telescópios amadores ou com equipamentos superiores.